# Clytia ambigua
Clytia ambigua is een hydroïdpoliep uit de familie Campanulariidae. De poliep komt uit het geslacht Clytia. Clytia ambigua werd in 1899 voor het eerst wetenschappelijk beschreven door Agassiz & Mayer. 